# Kreón (Menoikeusz fia)
Kreón (görögülː Κρέων) thébai király, a thébai mondakör alakja.

## Élete
Kreón apja Menoikeusz, testvére Iokaszté volt. Iokaszté Laiosz thébai király felesége lett, majd annak halála után Kreón lépett a trónra. Uralkodása alatt Héra rászabadította a szfinxet a városra, amely egy találós kérdést tett fel a thébaiaknak, és ha nem tudtak válaszolni, felfalta egyiküket. Kreón fia, Haimón kihirdette, hogy azé lesz a királyság, aki megszabadítja a várost a szfinxtől. Ez Oidipusznak sikerült, aki feleségül vette Iokasztét. Miután kiderült Iokaszté és Oidipusz viszonyának vérfertőző volta, a trónt fiaik, Eteoklész és Polüneikész  örökölte társuralkodóként. Eteoklész azonban nem adta át a trónt fivérének, ezért Polüneikész hadba vonult ellene. Teiresziasz jóslatára Kreón másik fia, Menoikeusz feláldozta magát a városért. A csatában Eteoklész és Polüneikész egymás kezétől esett el, és a hatalom ismét Kreóné lett. Úgy döntött, hogy a várost védő Oidipusz-fiút pompával kell eltemetni, míg a támadót tilos elföldelni. Húguk, Antigoné azonban a tiltás ellenére eltemette Polüneikészt, ezért Kreón egy barlangba záratta, ahol a lány felkötötte magát. Amikor Kreón fia, Haimón, Antigoné vőlegénye ezt meglátta, végzett magával. Emiatt Kreón felesége, Eurüdiké is öngyilkos lett.

## Tragédiák
Kreón alakja a thébai mondakört feldolgozó több antik tragédiában – Szophoklész Oidipusz király, Oidipusz Kolónoszban és Antigoné című darabjában, valamint Euripidész Phoinikiai nők című művében – jelenik meg.